# (10046) Creighton
(10046) Creighton es un asteroide perteneciente al cinturón de asteroides descubierto el 2 de mayo de 1986 por International Near-Earth Asteroid Survey desde el Observatorio del Monte Palomar, Estados Unidos.

## Designación y nombre
Designado provisionalmente como 1986 JC. Fue nombrado por el arquitecto pionero de Arizona, James Miller Creighton (1856-1946), diseñó "Old Main" en la Universidad de Arizona y diseñó y construyó la carretera original a la cima del Pico Pikes en Colorado. Su nieta Phyllis Creighton Danby (nacida en 1924) es la esposa del mecánico celeste JM Anthony Danby.

## Características orbitales
Creighton está situado a una distancia media del Sol de 2,338 ua, pudiendo alejarse hasta 2,901 ua y acercarse hasta 1,775 ua. Su excentricidad es 0,241 y la inclinación orbital 8,331 grados. Emplea 1305,81 días en completar una órbita alrededor del Sol.

## Características físicas
La magnitud absoluta de Creighton es 13,79. Tiene 10,428 km de diámetro y su albedo se estima en 0,071. 